# Nordische Badmintonmeisterschaft 1995
Die Nordische Badmintonmeisterschaft 1995 fand vom 28. bis zum 30. April 1995 in Reykjavík statt. Es war die 30. Auflage dieser Veranstaltung.

## Titelträger
| Disziplin    | Sieger                         |
| ------------ | ------------------------------ |
| Herreneinzel | Thomas Stuer-Lauridsen         |
| Dameneinzel  | Lim Xiaoqing                   |
| Herrendoppel | Michael Søgaard Henrik Svarrer |
| Damendoppel  | Helene Kirkegaard Rikke Olsen  |
| Mixed        | Michael Søgaard Rikke Olsen    |

## Finalergebnisse
| Disziplin    | Sieger                         | Finalist                          | Ergebnis            |
| ------------ | ------------------------------ | --------------------------------- | ------------------- |
| Herreneinzel | Thomas Stuer-Lauridsen         | Jens Olsson                       | 15–8, 15–4          |
| Dameneinzel  | Lim Xiaoqing                   | Christine Magnusson               | 11–4, 11–12, 12–11  |
| Herrendoppel | Michael Søgaard Henrik Svarrer | Peter Axelsson Pär-Gunnar Jönsson | 15–9, 15–8          |
| Damendoppel  | Helene Kirkegaard Rikke Olsen  | Maria Bengtsson Margit Borg       | 15–10, 11–15, 15–11 |
| Mixed        | Michael Søgaard Rikke Olsen    | Christian Jakobsen Lotte Olsen    | 15–10, 15–2         |